# Abraham Gotthelf Kästner
Abraham Gotthelf Kästner (1719-1800) est un professeur de mathématiques allemand.

## Biographie
Né à Leipzig, il est professeur à l'université de Göttingen et l'un des membres les plus actifs de la société littéraire de cette ville, dont il publie plusieurs volumes des Mémoires.

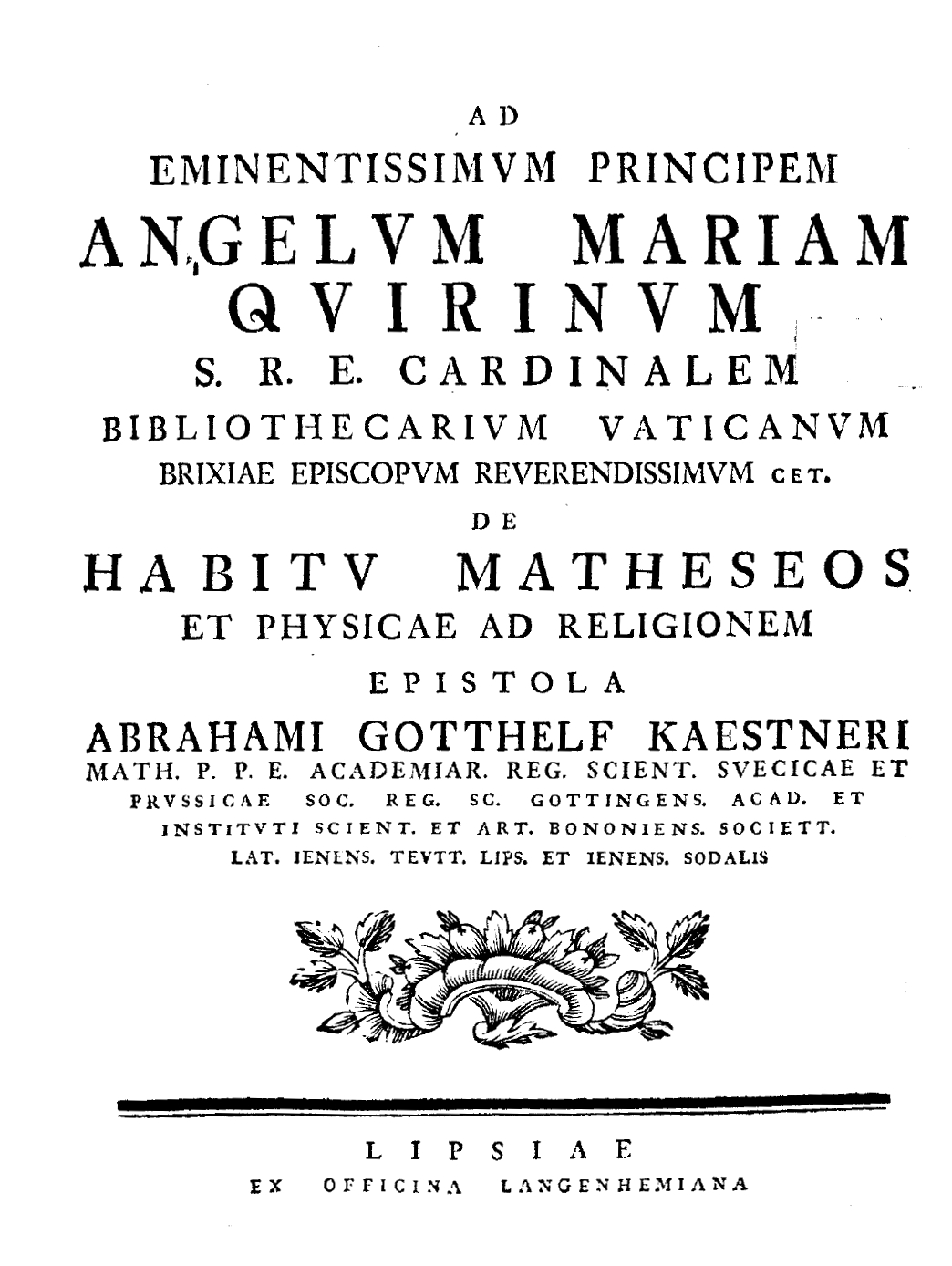
De habitu matheseos et physicae ad religionem, 1752

Ses principaux ouvrages, outre de nombreux traités élémentaires, sont :
- une Histoire des Mathématiques, 1796-1800, en allemand,
- une Nouvelle démonstration de l'immortalité de l'âme.

## Source
Marie-Nicolas Bouillet  et Alexis Chassang (dir.), « Abraham Gotthelf Kästner » dans Dictionnaire universel d’histoire et de géographie, 1878 (lire sur Wikisource)